# Waldfriedhof Darmstadt
O Waldfriedhof Darmstadt é um cemitério localizado em uma área arborizada na periferia oeste de Darmstadt.

## História
O cemitério foi construído no início da Primeira Guerra Mundial de acordo com os planos de August Buxbaum e inaugurado em 1914. O primeiro edifício foi o crematório, construído de 1913 a 1914. Após atrasos causados pela Primeira Guerra Mundial, a capela e a casa mortuária foram concluídos em 1918, o resto dos edifícios do cemitério seguiram em 1922.
O cemitério tem a forma de uma ferradura e tem cerca de 650 m de comprimento. É acessado simetricamente pelo grande caminho principal (eixo norte-sul no meio), várias diagonais e caminhos circulares. A entrada do cemitério é caracterizada por uma arquitetura marcante. Além do portal e da colunata semicircular, em que foram criadas criptas com tampas pesadas, existem dois edifícios abobadados simetricamente projetados com um diâmetro de 17,5 m nos lados leste e oeste, bem como os idênticos edifícios administrativos e residenciais no final da colunata. A parte de trás da colunata é uma parede do columbário para armazenar 945 urnas. No centro dos edifícios do cemitério do adro encontra-se um chafariz, ladeado por duas colunas com urnas.
O memorial e o monumento comemorativo pelos mortos em ambas as guerras mundiais são marcantes. Dentro do espaçoso memorial há uma vala comum para as aproximadamente 12.000 vítimas na noite do ataque aéreo de 11 de setembro de 1944, muitas das quais não eram mais identificáveis. A área foi projetada como uma rotatória. Os nomes dos mortos estão registrados em placas de bronze na parede da galeria inferior. As três grandes figuras de bronze reclinadas que lembram as vítimas da noite do incêndio foram criadas pelo escultor de Darmstadt Fritz Schwarzbeck. Uma grande cruz de concreto fica na extremidade leste do complexo. A inscrição “Vocês não foram esquecidos” está na base. Os mortos estão em três níveis semicirculares entre a cruz de concreto e o caminho principal. Os mortos da noite do incêndio estão no nível central, mais baixo. Imediatamente em frente a este memorial estava o grupo de figuras "vítimas" de Schwarzbeck de 1958. Consistia em três relevos de bronze estendidos no chão. Os relevos simbolizavam uma família adormecida; composto por pai, mãe e filho. Os relevos foram roubados em dezembro de 2017. Uma reconstrução das figuras de bronze está planejada.

## Sepultamentos
- Michael Balling
- Ferdinand H. Barth
- Johann Becker
- Adolf Beyer
- Eugen Bracht
- Heinrich von Brentano
- Rudolf Brill
- August Buxbaum
- Mikhail Dolivo-Dobrovolski
- Hermann Geibel
- Wilhelm Glässing
- Eduard Göbel
- Friedrich-Wilhelm Gundlach
- Danny Gürtler
- Dorothea Hollatz
- Willy Jaeckel
- Erasmus Kittler
- Georg Friedrich Knapp
- Arnold Krieger
- Karl Küpfmüller
- Wilhelm Leuschner
- Paula Ludwig
- Paul Meissner
- Diversos membros da família Merck
- Carlo Mierendorff
- Albin Müller
- Menyhért Palágyi
- Waldemar Petersen
- Hartmuth Pfeil
- Friedrich Pützer
- Hans Rasp
- Hans Schiebelhuth
- Fritz Schwarzbeck
- Frank Thiess
- Helga Timm
- Heinrich Winter (Historiker)
- Rainer Witt
- Joseph Würth

## Galeria

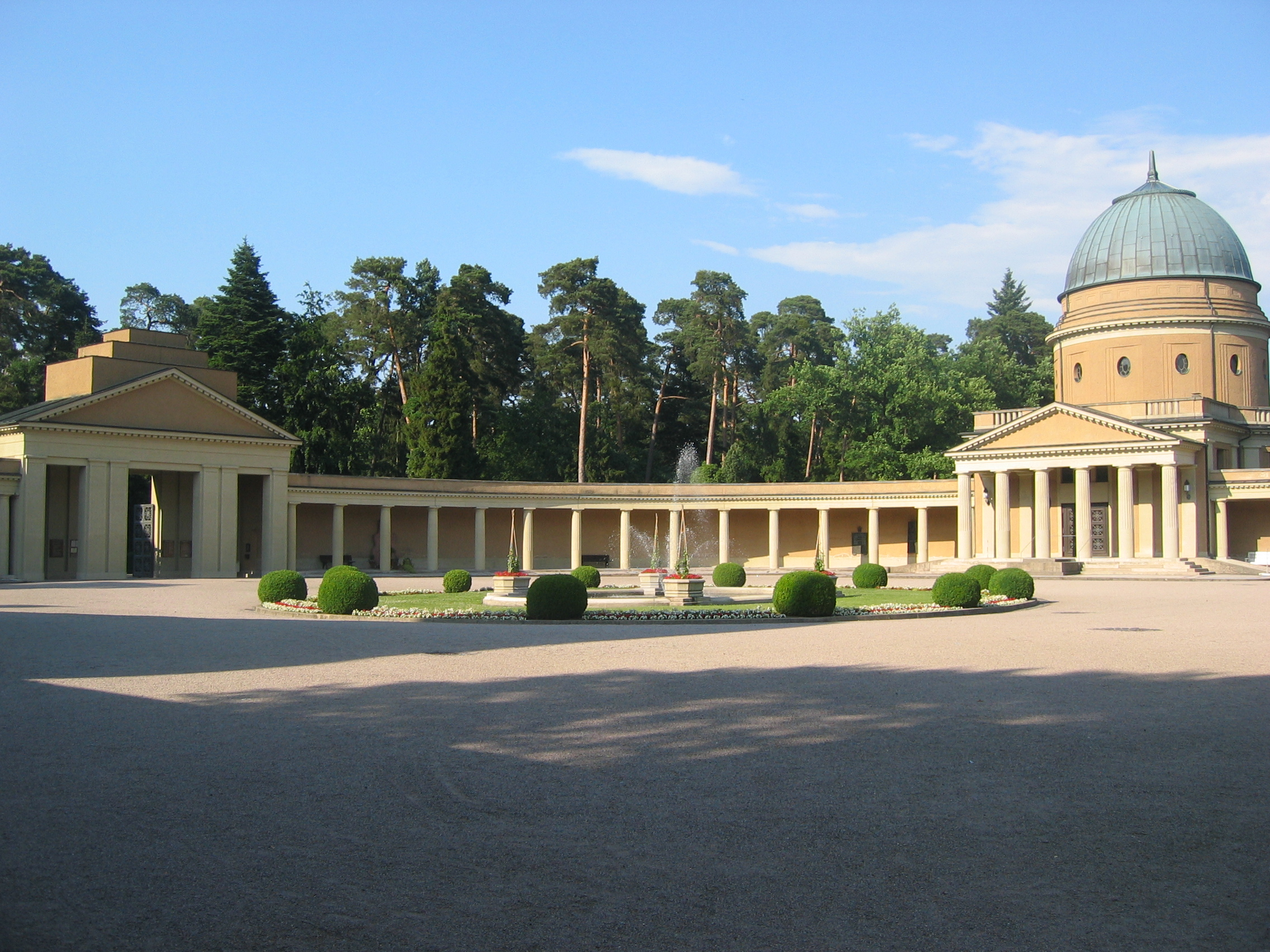
Entrada principal com colunata e salão de luto oriental (2008)
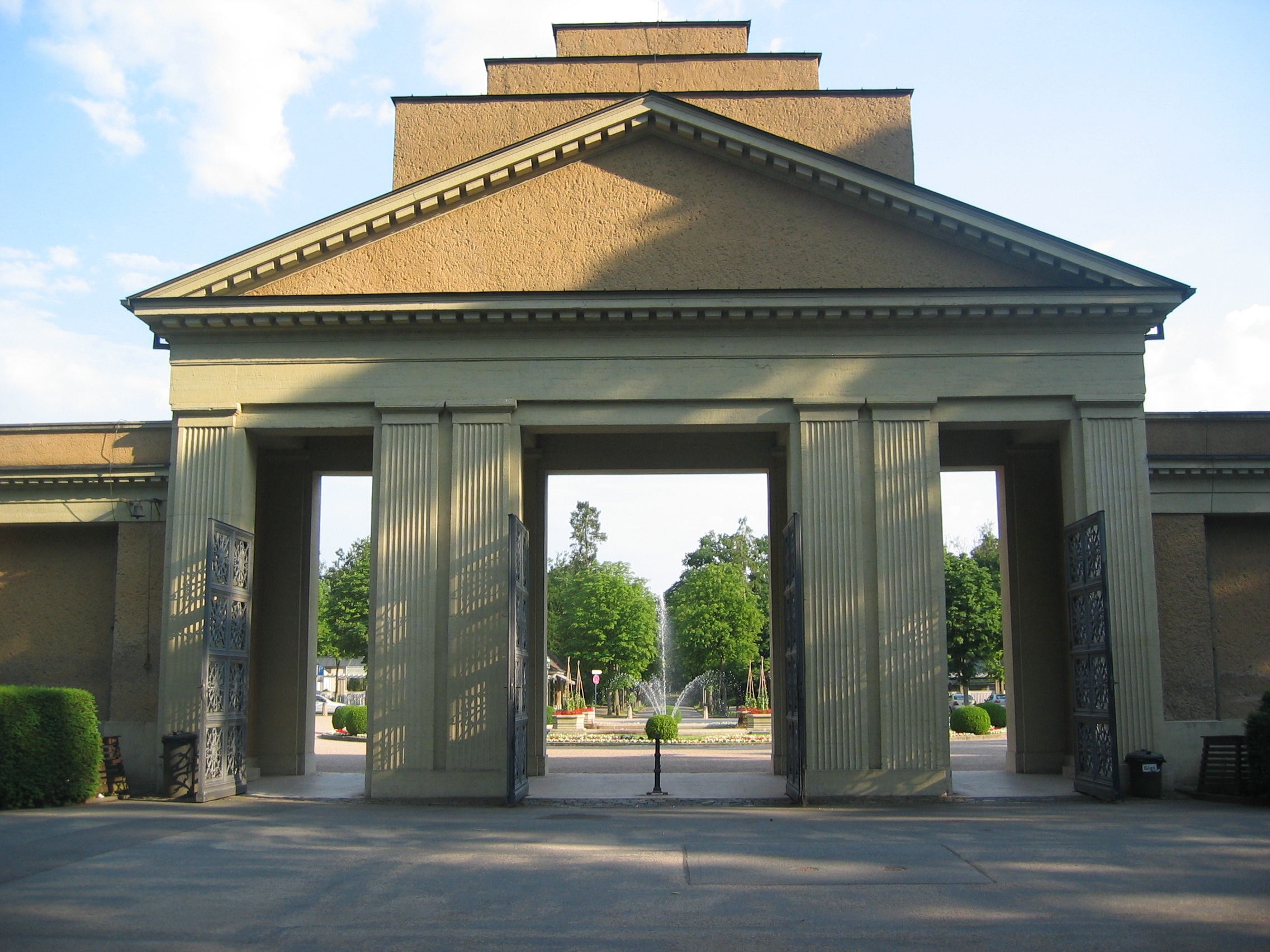
Portal de entrada visto do lado do cemitério (2008)
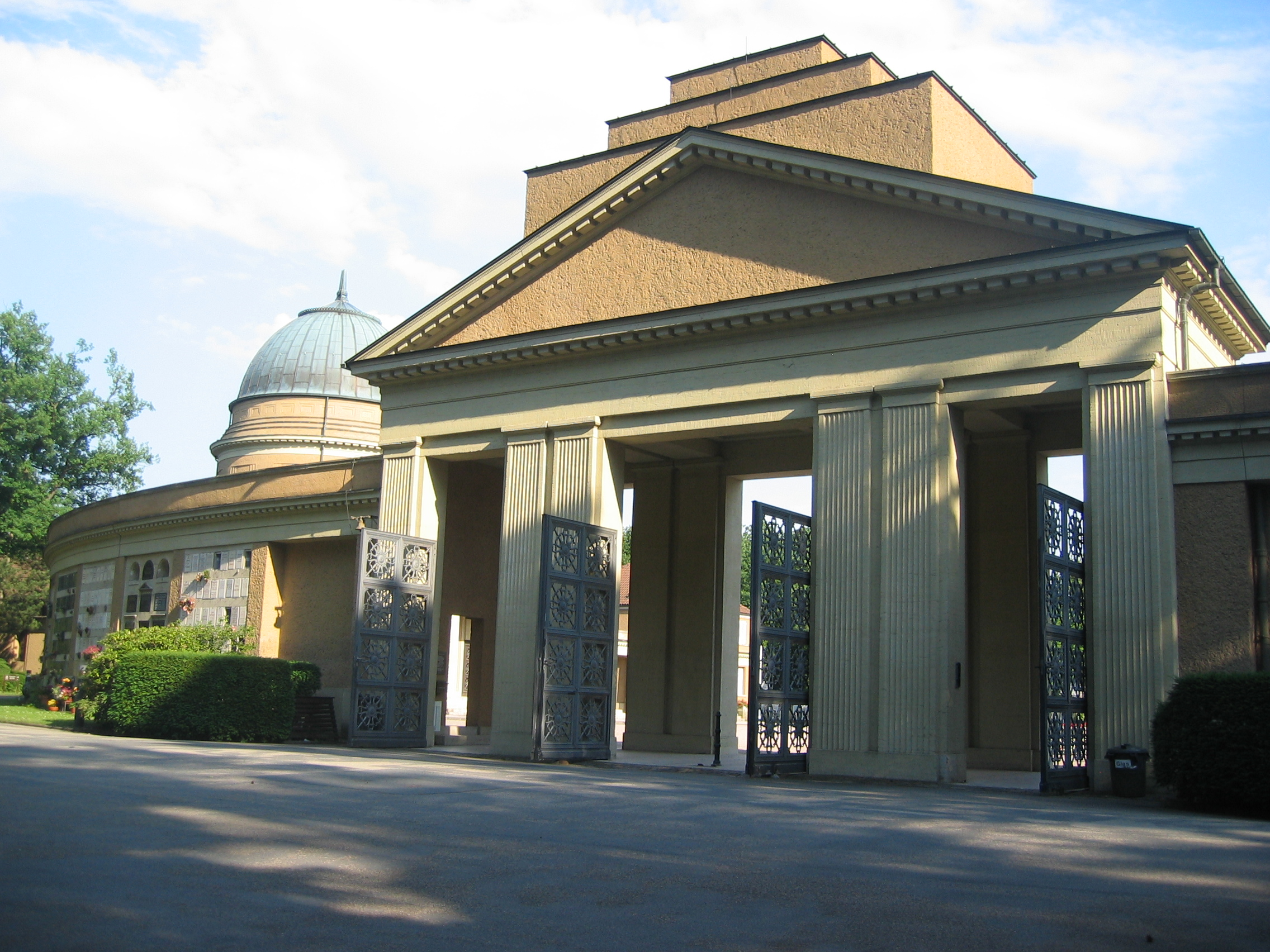
Entrada principal com muro de urna, vista do lado do cemitério (2008)
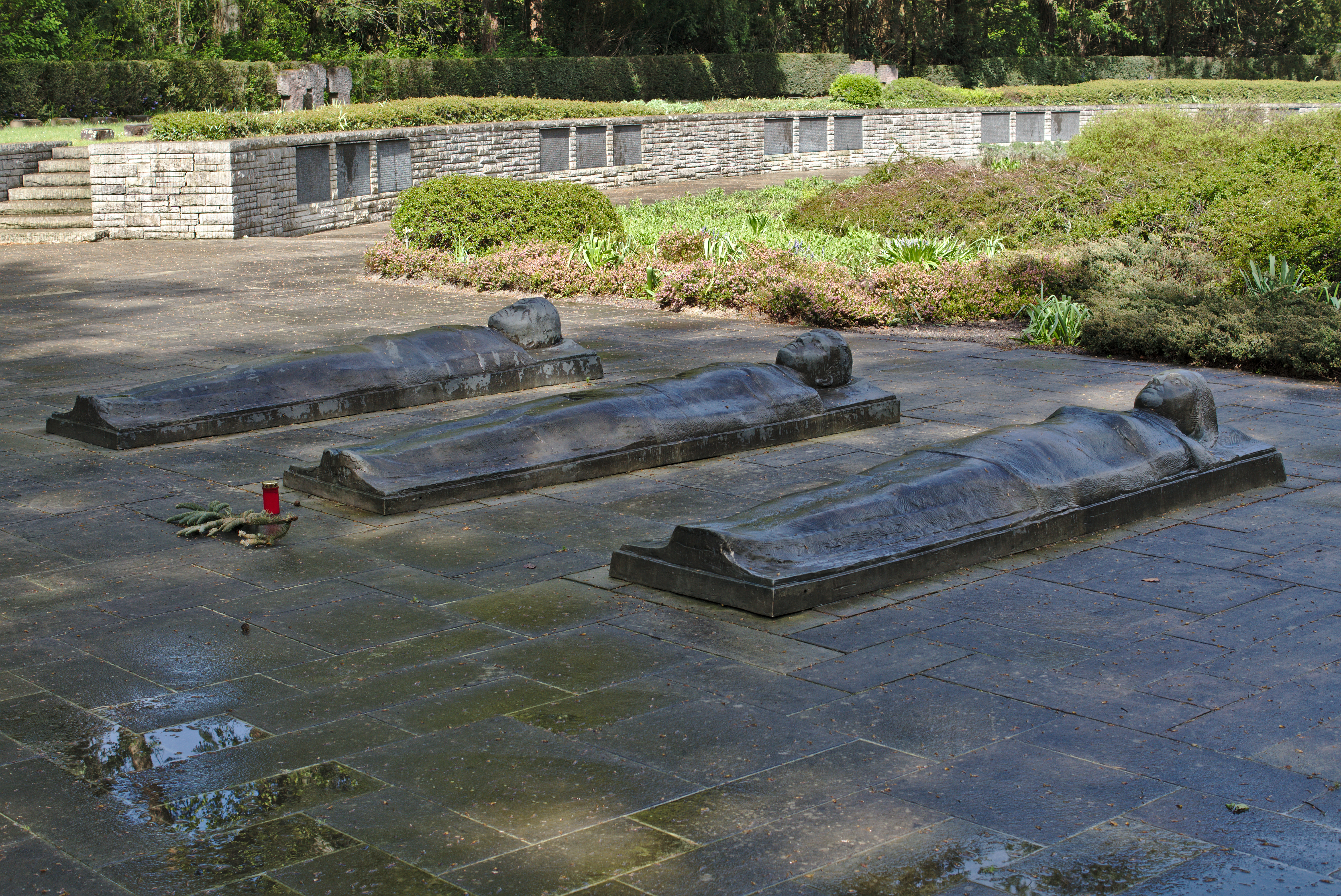
memorial das vítimas de guerra (2016)
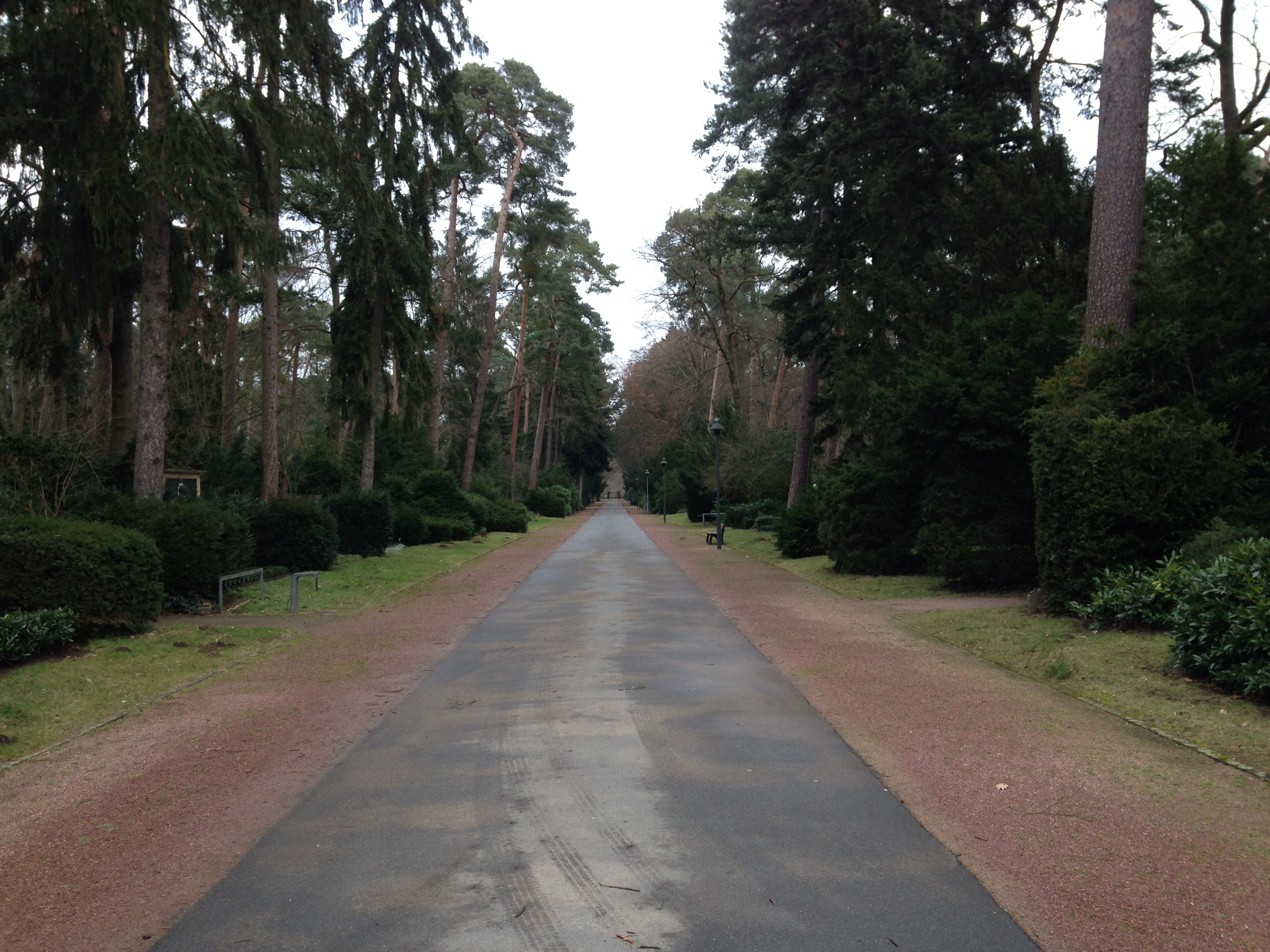
Um dos eixos principais do cemitério (2014)
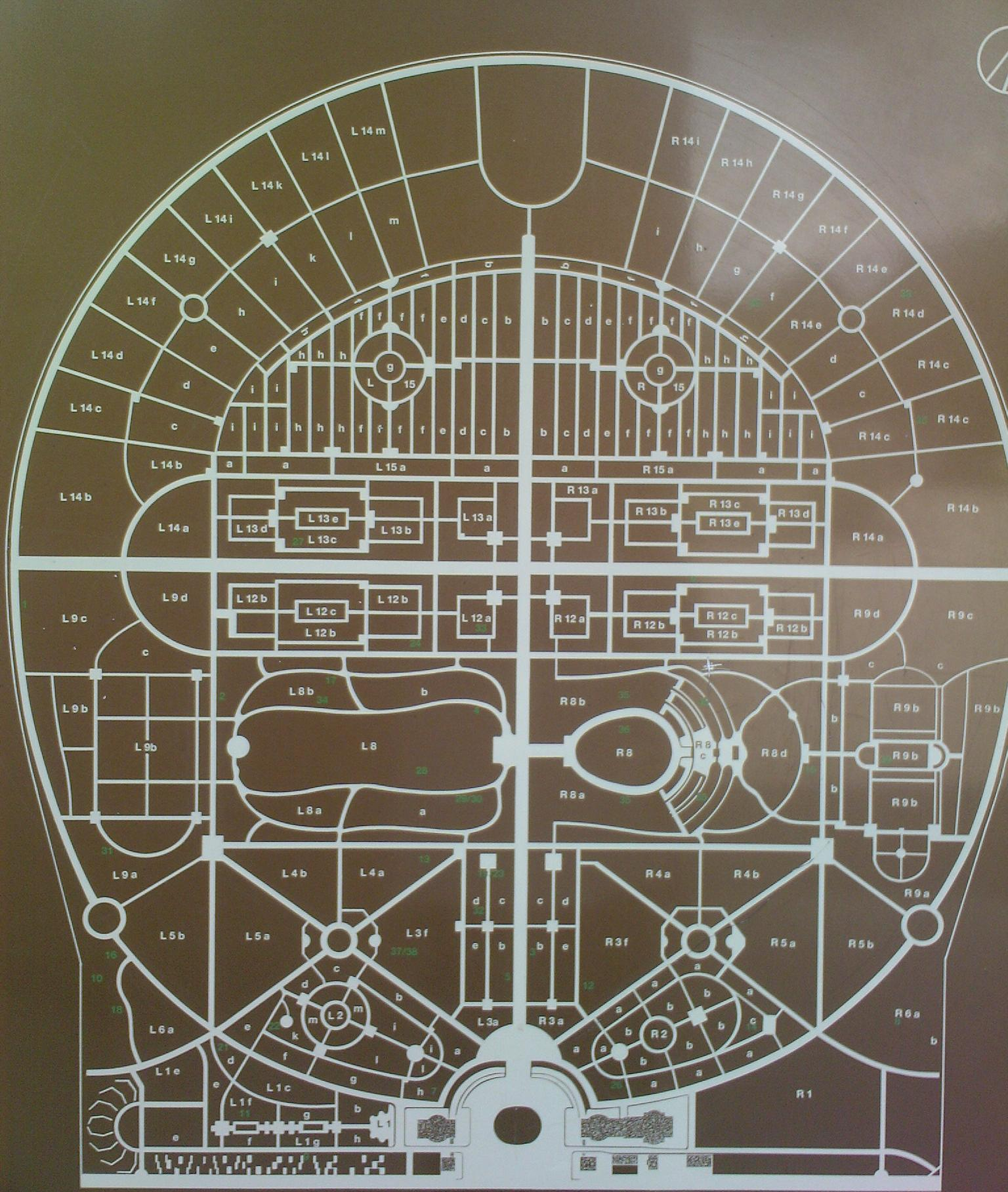
Mapa do cemitério (2007)